# Jan Hable
Jan Hable (ur. 4 stycznia 1989 w Hradcu Králové) – czeski piłkarz grający na pozycji defensywnego pomocnika w Kerkirze. Zaczynał swoją piłkarską karierę w klubie FC Hradec Králové, po czym 2 czerwca 2007 do Fiorentiny za sumę około 800 tysięcy euro. Do Baníka został wypożyczony 23 stycznia 2009, a do Ascoli Calcio 29 stycznia 2010.
Hable grał w reprezentacji Czech w wielu różnych kategoriach wiekowych, był kapitanem czeskiej kadry U-19, z którą dotarł do półfinału Mistrzostw Europy 2006.